# Брюгге (Гольштейн)
Брюгге (нім. Brügge) — громада в Німеччині, розташована в землі Шлезвіг-Гольштейн. Входить до складу району Рендсбург-Екернферде. Складова частина об'єднання громад Бордесгольм.
Площа — 7,86 км2. Населення становить 1120 ос. (станом на 31 грудня 2020).